# Jeffrey DeMunn
Jeffrey DeMunn (ur. 25 kwietnia 1947 w Buffalo) – amerykański aktor charakterystyczny.

## Życiorys

### Wczesne lata
Urodził się w Buffalo w stanie Nowy Jork jako syn Violet Paulus DeMunn i Jamesa DeMunna. Ukończył studia pierwszego stopnia z anglistyki w Union College w Schenectady.

### Kariera
Na początku lat 70. przeniósł się do Anglii, gdzie odbył szkolenie aktorskie w Bristol Old Vic Theatre School. Występował m.in. w ramach National Shakespeare Company w sztukach szekspirowskich takich jak Król Lear czy Sen nocy letniej. Grał w spektaklach off-broadwayowskich: Augusta (1975, z Elizabeth Franz), Modlitwa za moją córkę (1977) w roli Jacka, Modigliani (1979, z Michaelem Tuckerem) jako Amedeo Modigliani, Szkicownik Czechowa (1980) jako włóczęga i Savely i Sen nocy letniej (1982, z Christine Baranski) jako Nick Bottom. W 1976 po raz pierwszy wystąpił na Broadwayu jako Phil Murray w Komikach, grając u boku Johna Lithgowa. W 1983 za rolę Taylora w K2 otrzymał nominację do Tony Award dla najlepszego aktora. W 2006 został uhonorowany nagrodą Drama Desk za Stuff Happens, nominację do tej nagrody otrzymał wcześniej w 1978.
Karierę w telewizji rozpoczął od występu jako Vinnie w dramacie telewizyjnym ABC Ostatni najemca (1978) z Lee Strasbergiem. W dramacie Miloša Formana Ragtime (1981) zagrał Harry’ego Houdiniego. W melodramacie biograficznym Frances (1982) został obsadzony w roli dramaturga Clifforda Odetsa. Za kreację ukraińskiego seryjnego mordercy Andrieja Czikatiły w telewizyjnym biograficznym dramacie kryminalnym HBO Obywatel X (1995) zdobył nagrodę CableACE dla najlepszego aktora drugoplanowego w filmie lub miniserialu. W serialu AMC Żywe trupy w latach 2010–2011 grał Dale’a Horvatha.
Zaczął również regularnie grać w produkcjach kinowych, był obsadzany m.in. w kilku filmach reżyserowanych przez Franka Darabonta (Skazani na Shawshank, Zielona mila, Majestic, Mgła). Gościnnie pojawiał się na planie takich seriali jak Kojak, Na wariackich papierach, Prawnicy z Miasta Aniołów czy Prezydencki poker.

## Wybrana filmografia
- 1978: The Last Tenant
- 1980: Pierwszy śmiertelny grzech
- 1980: Zmartwychwstanie
- 1981: Ragtime
- 1983: Enormous Changes at the Last Minute
- 1984: Windy City
- 1985: Sygnał ostrzegawczy
- 1986: Autostopowicz
- 1987: Young Harry Houdini
- 1988: Plazma
- 1988: Zdradzeni
- 1989: Blaze
- 1991: Nawiedzony dom
- 1994: Skazani na Shawshank
- 1995: Citizen X
- 1996: Dziennik mordercy
- 1996: Fenomen
- 1997: Turbulencja
- 1998: Z Archiwum X: Pokonać przyszłość
- 1999: Stephen King's Storm of the Century
- 1999: Zielona mila
- 2001: Majestic
- 2002: Swimming Upstream
- 2005: Empire Falls
- 2006: Covert One: The Hades Factor
- 2006: Hollywoodland
- 2007: Mgła
- 2010: Shelter
- 2010: Żywe trupy
- 2011: Kolejny szczęśliwy dzień
- 2012: Chicago Fire
- 2013: Mob City